# Калининский мост (Чебоксары)
Кали́нинский мо́ст (чув. Калинин кӗперӗ) — мост через реку Кайбулка в Чебоксарах. Соединяет улицу композиторов Воробьевых и улицу Калинина.

## История
6 сентября 1968 года мост через реку Кайбулка получил название «Новочебоксарский мост».
В сентябре 2022 года Калининский и несколько других мостов планировалось реконструировать.